# Rumélie
Rumélie (osmansky روم ايلى‎, Rūm-ėli, turecky Rumeli), také známá jako evropské Turecko, je historické území jihovýchodní Evropy, které bylo pod nadvládou Osmanských Turků. Jedná se především o Balkánský poloostrov. Od 14. století do roku 1867 se zde rozkládala provincie Osmanské říše zvaná Rumélijský ejálet.

## Etymologie

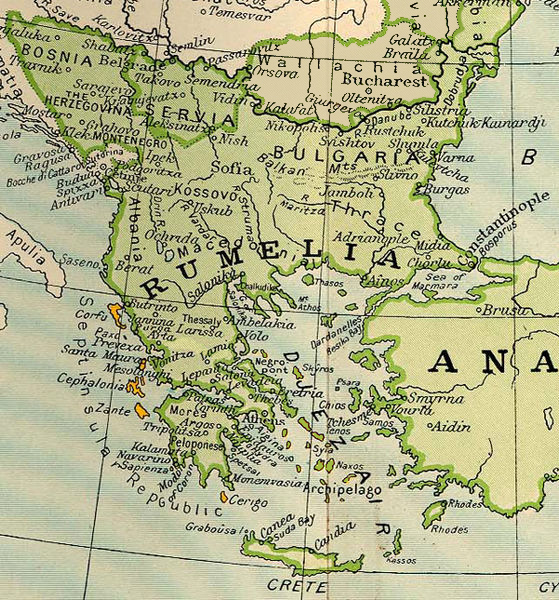
Mapa Rumélie roku 1801

Pojem Rûm znamená „římský“, Rumélie (turecky Rumeli) znamená v turečtině „země Římanů“ a odkazuje na území dobytá osmanskými Turky v boji s Byzantskou říší, které se v té době říkalo Římská říše (neologismus „Byzantská říše“ byl poprvé použit roku 1557 německým historikem Hieronymem Wolfem v jeho díle Corpus Historiæ Byzantinæ). Adjektivum „římské“ se tudíž dlouho používalo v řadě jazyků na Balkánu jako označení pro území Byzantské říše a i dnes je tato oblast označována v bosenštině Rumelija; v řečtině Ρωμυλία, Romylía nebo Ρούμελη, Roúmeli; v albánštině Rumelia; v makedonštině a srbštině Румелија, Rumelija a v bulharštině Румелия, Rumelija. Ve starých latinsky psaných janovských dokumentech je území nazýváno Romania, což byl obvyklý název Byzantské říše ve středověku.
Seldžukové původně používali název „země Rûm“, tedy „římská zem“ pro Anatolii, kterou po roce 1071, kdy zvítězili nad Byzancí v bitvě u Manzikertu, postupně dobývaly armády Seldžucké říše. Seldžucký Rúmský sultanát (1077–1307) značil „Sultanát Anatolie“.
Po expanzi Osmanské říše do Anatolie a na Balkán počátkem druhé poloviny čtrnáctého století a po dobytí Konstantinopole (Istanbulu) roku 1453 Mehmedem II. byl ovšem termín Rumeli („země Římanů“) používán pouze pro území Osmanské říše na Balkáně, kde i nadále převažovalo křesťanské obyvatelstvo.

## Území

Obchodní vlajka „Římanů“ (tj. ortodoxních křesťanů),
1453–1793

Součástí Rumélie byly provincie Thrákie, Makedonie, Moesie, dnešní Bulharsko a turecká Thrákie, ohraničené na severu řekou Sávou a Dunajem, na západě pobřežím Jaderského moře a na jihu Moreou. Jako Rumélie byla nakonec označována provincie skládající se z centrální Albánie a severozápadní Makedonie, s centrem v městě Bitola.
Následkem administrativních změn, ke kterým došlo mezi lety 1870 a 1875, přestalo jméno Rumélie odpovídat jakémukoliv politickému rozdělení. Roku 1878 byla Berlínskou smlouvou ustanovena Východní Rumélie jako autonomní provincie Osmanské říše, ale po nekrvavé revoluci z 6. září roku 1885 byla Východní Rumélie připojena k Bulharsku. Provincie (vilayet) Kosovo byla založena roku 1877.
V dnešním Turecku bylo slovo Rumeli (Rumélie) převážně nahrazeno pojmem Trakya (Thrákie) a odkazuje na evropskou část Turecka (provincie Edirne, Kırklareli, Tekirdağ, severní část provincie Çanakkale a západní část provincie Istanbul). Pojem Rumélie je i nadále používán v historickém kontextu. Je také používán ve spojitosti s kulturou dnešního tureckého obyvatelstva na Balkáně a potomků tureckých imigrantů na Balkáně. Tato oblast Turecka je také nazývána východní Thrákie nebo turecká Thrákie. V Řecku se pojem Ρούμελη (Rumeli) již od časů Osmanské říše používá jako označení centrálního Řecka, zejména při srovnání s Peloponésem nebo Moreou. Slovo Rumeli se také někdy (především obyvateli Istanbulu) používá pro označení provincie Istanbul nacházející se západně od Bosporu.